# Kalej
Kalej – wieś w Polsce położona w województwie śląskim, w powiecie kłobuckim, w gminie Wręczyca Wielka.
W latach 1975–1998 miejscowość administracyjnie należała do województwa częstochowskiego.
Wieś położona jest na wschód od Wręczycy Wielkiej. Sąsiaduje bezpośrednio z wsią Szarlejka. Na północ od Kalei znajduje się użytek ekologiczny "Dzicze Bagno" ustanowiony w roku 2002 na powierzchni 12,30 ha w celu ochrony torfowiska przejściowego i niskiego z rosnącymi na nim cennymi i rzadkimi regionalnie gatunkami roślin.
We wsi znajduje się gajówka.

## Historia
Historia Kalei związana jest z dziejami klasztoru jasnogórskiego. Wieś została nadana klasztorowi przywilejem wydanym przez Władysława Jagiełłę 2 kwietnia 1414 roku. Miejscowość utrzymywała się z wytopu żelaza. W początkach XVII w. starosta krzepicki, Mikołaj Wolski, zlikwidował kalejską kuźnię, a zajmowaną przez nią ziemię przeznaczył na folwark. W ten sposób w Kalei powstał dwór szlachecki. Kalej leży w Częstochowskim Obszarze Rudonośnym. W 1960 roku oddano do eksploatacji kopalnię rud żelaza "Malice". Na północ od drogi prowadzącej do Wręczycy znajdowały się kopalnie "Gluckauf" i "Józef".

## Parafia Kościoła rzymskokatolickiego
Parafię w Kalei erygował biskup Stanisław Zdzitowiecki 4 października 1923 roku, wyłączając jej teren z parafii kłobuckiej. Kościół parafialny pod wezwaniem Najświętszej Maryi Panny Królowej Aniołów wybudowano w latach 1924–1927 z ofiar parafian oraz dzięki staraniom pierwszego proboszcza, ks. Stanisława Bielskiego. Wybudował on również plebanię i dom parafialny. W 1938 roku do parafii dołączono Lgotę, dotychczas należącą do parafii w Białej. Kościół został konsekrowany 3 sierpnia 1963 roku przez biskupa Stefana Barełę.

## Oświata
Obecny Zespół Szkolno-Przedszkolny im. Kornela Makuszyńskiego w Kalei do 2001 roku terytorialnie należał do Szarlejki. Wspólna historia szkolnictwa tych wsi sięga lat 1820–1925, kiedy to na terenie Szarlejki wybudowano drewniany dom z jedną izbą lekcyjną. W szkole tej uczyły się dzieci z Kalei, Szarlejki, Wydry, Gorzelni, Lgoty, Pierzchna, Gruszewni, Grabówki (dziś dzielnicy Częstochowy) i Łojek. Nauka odbywała się jedynie w okresie zimowym (latem dzieci pomagały rodzicom w pracach polowych).
Szkoła w budynku tym funkcjonowała przez wiele lat, także w okresie międzywojennym. Po II wojnie światowej podczas rozdziału ziemi mieszkańcy wsi nie przyznali działki pod budowę szkoły. Szkoła działała zatem w XIX-wiecznym drewnianym budynku. Dopiero w 1952 roku, staraniem ówczesnego kierownika szkoły w Szarlejce Stefana Łukaszewicza, wybudowano obecny budynek szkoły. Jego otwarcie nastąpiło w 1959 roku. Kilka lat później do szkoły dołączono również przedszkole (wcześniej mieszczące się w starym budynku szkolnym) i utworzono Zespół Szkolno-Przedszkolny im. Kornela Makuszyńskiego.

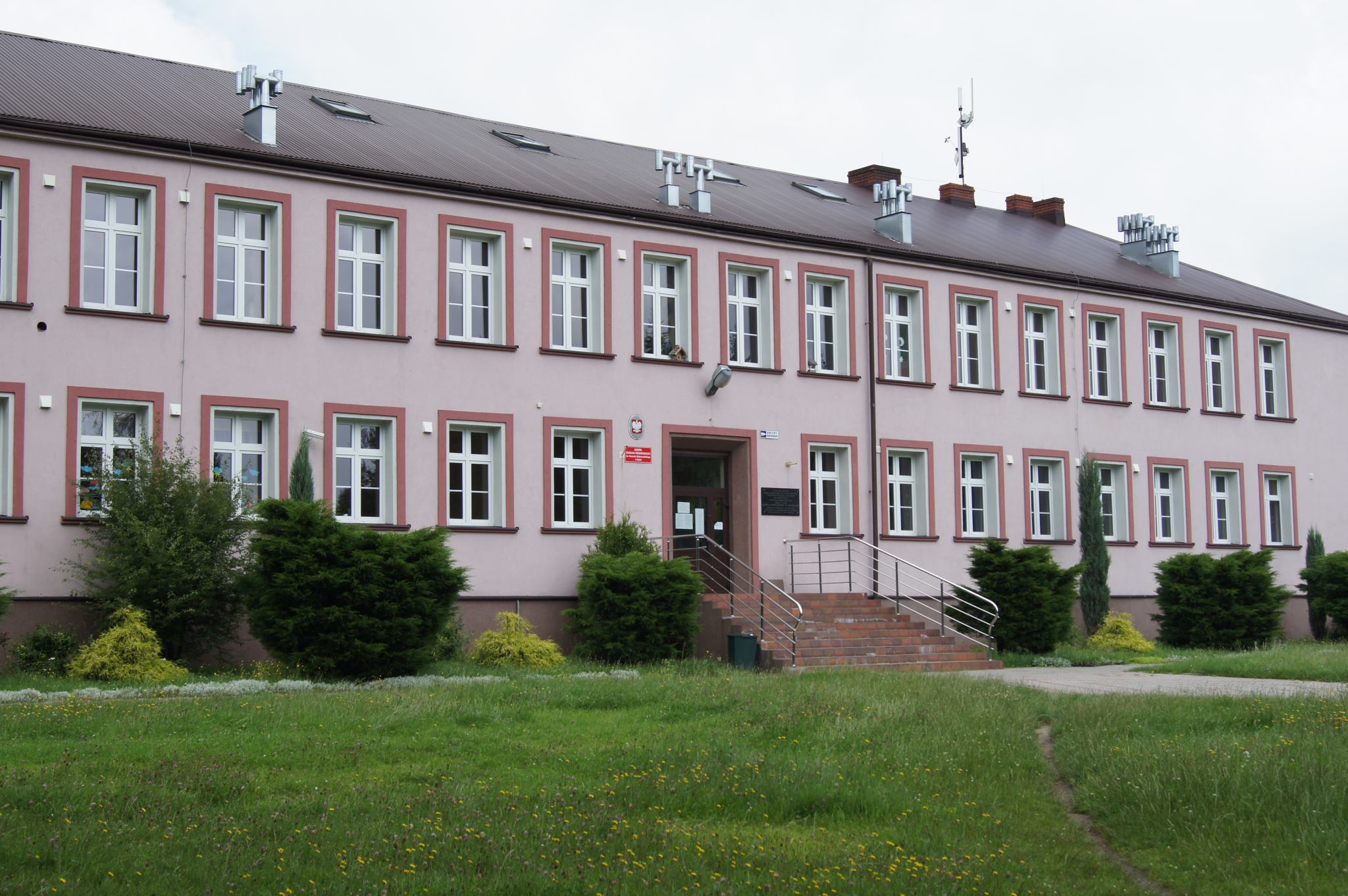
Zespół Szkolno-Przedszkolny w Kalei

## OSP w Kalei
Jednostka Ochotniczej Straży Pożarnej w Kalei powstała w 1920 roku z inicjatywy mieszkańców wsi, przy pomocy proboszcza parafii oraz ówczesnego dzierżawcy ziemskiego majątku Kalej. Pomieszczenie strażackie urządzono w wozowni majątku. Znajdowała się tam ręczna pompa i beczka z wodą. Samodzielna remiza i garaż zostały wybudowane po II wojnie światowej, w latach 1948–53. W latach 80. XX w. zarząd jednostki podjął uchwałę o modernizacji i rozbudowie remizy. Dzięki zaangażowaniu społeczności rozbudowę udało się ukończyć w ciągu trzech lat. Władze doceniły ten wysiłek, ofiarowując w nagrodę jednostce OSP w Kalei nowy samochód bojowy. W roku 2000 jednostka otrzymała sztandar i została odznaczona „złotym medalem” za zasługi dla pożarnictwa. 10 czerwca tegoż roku zarejestrowano ją w Krajowym Systemie Ratowniczo-Gaśniczym.